# 阿布德赫列克·班納
阿布德赫列克·班納（Abdelkhalek El-Banna，1988年7月4日—）是一名埃及划船運動員，主攻男子單人雙槳和男子雙人雙槳項目。他曾獲得非洲划船錦標賽男子雙人雙槳冠軍。

## 外部連結
- 阿布德赫列克·班納在WorldRowing.com的资料